# Штайнвег, Генрих Энгельгард
Генрих Энгельгард Штайнвег (нем. Heinrich Engelhard Steinweg, известен также как Генри Э. Стейнвей (англ. Henry E. Steinway); 15 февраля 1797, Вольфсхаген в Гарце, Австрийская империя, — 7 февраля 1871, Нью-Йорк, США) — фортепианный мастер, основатель фирмы Steinway & Sons.

## Биография
Генрих Энгельгард Штайнвег, самый младший из 12 детей лесника Штайнвега. У него хрупкое телосложение и большой музыкальный дар, поэтому профессия отца ему не подходит. Ему хотелось мастерить музыкальные инструменты, но строгие цеховые правила запрещают это. Генрих находит работу в мастерской по изготовлению органов и принимает решение научиться играть на органе. Он добивается того, что его назначают церковным органистом. В 1825 году он женится на Юлиане Тимер и преподносит ей в качестве свадебного подарка самодельное фортепиано. 6 ноября 1825 года у супругов Штайнвег появляется первый ребёнок — Кристиан Фридрих Теодор. В последующие годы рождаются ещё 4 мальчика и 2 девочки. Через 10 лет после свадьбы осуществляется заветная мечта Штайнвега: в Зезене он открывает свою первую мастерскую по изготовлению фортепиано.
Когда герцог Брауншвейгский за 300 талеров лично приобретает пианино, мастеру уже не приходится думать о своей репутации. Он изготавливает 482 пианино и становится преуспевающим фабрикантом. Но потом наступают плохие времена. Голод, неурожаи, поборы парализуют торговлю. Штайнвег ищет выход и посылает своего сына Карла в Нью-Йорк. Прогноз Карла более чем оптимистичен. Он уговаривает отца сделать мужественный шаг.
В 1850 году Штайнвег передаёт своё дело в Брауншвейге сыну Теодору и 19 мая 1850 года 53-летний Штайнвег, его жена и пятеро детей отплывают из Гамбурга. Почти 6 недель спустя они сходят на берег в Нью-Йорке. Генрих и его сыновья находят работу у американских фортепьянных мастеров. Они работают старательно, качественно, но получают очень мало. Поэтому 5 мая 1853 года они отваживаются снова открыть собственное дело. В 57 лет Генрих Штайнвег становится Генри Стейнвеем, а фирма называлась с того времени Steinway & Sons. Первое пианино «Стейнвей» получает естественно номер 483, его продают за 500 долларов одной американской семье. Сегодня оно стоит в нью-йоркском Метрополитен-музее. Спрос и оборот растут, и вскоре фирме становится тесно на старом месте. В 1860 году она переезжает в район Квинс, где и находится по сей день.
На Всемирной выставке в Лондоне 1862 года рояли этой фирмы получили высшую награду, точно так же, как на Всемирной Парижской выставке в 1867 года.
Параллельно Стейнвеи обеспечивают себе господство и в Старом Свете, становятся поставщиками дворов европейских королей, германского и австрийского императоров, русского царя. Когда Стейнвей-старший умирает в 1871 году, его фирма производит ежегодно 2 500 фортепиано.